# A. H. M. Fowzie

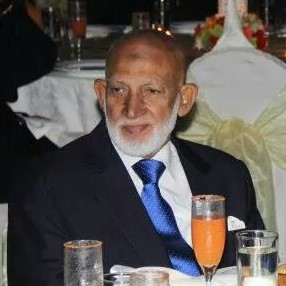
A. H. M. Fowzie

Abdul Hameed Mohamed Fowzie (* 13. Oktober 1937) ist ein sri-lankischer Politiker der United National Party (UNP), der Sri Lanka Freedom Party (SFLP) und später der United People’s Freedom Alliance (UPFA), der von 1974 bis 1977 Bürgermeister von Colombo sowie zwischen 1994 und 2020 Mitglied des Parlaments von Sri Lanka war.

## Leben

### Bürgermeister von Colombo und Mitglied des Parlaments
Abdul Hameed Mohamed Fowzie, der als Unternehmer tätig war, begann seine politische Laufbahn für die von Don Stephen Senanayake gegründete Vereinigte Nationalpartei UNP (United National Party) in der Kommunalpolitik als er 1959 im Stimmbezirk Maligawatta Ward 1959 erstmals zum Mitglied des Stadtrates von Colombo, dem Colombo Municipal Council (CMC) gewählt wurde. Nachdem er 1962 und 1965 als Mitglied des Stadtrates wiedergewählt worden war, wurde er 1969 zum Vize-Bürgermeister von Colombo gewählt und war damit der erste Kandidat, der trotz Aufenthalt im Ausland gewählt wurde. 1973 wurde er als Nachfolger von Vincent Perera zum Bürgermeister von Colombo gewählt und gewann ein Misstrauensvotum, woraufhin er mit 14 anderen Mitgliedern des Stadtrates zur Freiheitspartei SFLP (Sri Lanka Freedom Party) wechselte. Er wurde damit 1974 das erste SFLP-Mitglied, das zum Bürgermeister von Colombo gewählt wurde. 1993 kandidierte er als Spitzenkandidat seiner Partei für das Parlament der Westprovinz und wurde im Stimmbezirk Colombo gewählt.
Bei der Parlamentswahl am 16. August 1994 wurde A. H. M. Fowzie im Wahlkreis Colombo erstmals zum Mitglied des Parlaments von Sri Lanka gewählt und gehörte diesem nach seinen Wiederwahlen am 10. Oktober 2000, 5. Dezember 2001, 2. April 2004, 8. und 20. April 2010 und 17. August 2015 bis zur Parlamentswahl am 5. August 2020 an.

### Minister und Staatsminister
Im August 1994 wurde er in der Regierung von Staatspräsident Dingiri Banda Wijetunga zunächst Minister für Gesundheit und soziale Dienste (Minister of Health and Social Services) und fungierte im Anschluss in der Regierung von Staatspräsidentin Chandrika Kumaratunga zwischen dem 12. November 1994 und dem 19. Oktober 2000 als Minister für Gesundheit, Autobahnen und soziale Dienste (Minister of Health, Highways and Social Services). Im Anschluss war er in der Regierung Kumaratunga vom 19. Oktober 2000 bis 14. September 2001 noch Minister für Autobahnen (Minister of Highways) sowie daraufhin zwischen dem 14. September 2001 und dem 10. April 2004 Minister für Autobahnen und muslimische religiöse Angelegenheiten (Minister of Highways and Muslim Religious Affairs). Im Zuge einer neuerlichen Regierungsumbildung war er schließlich als Nachfolger von Rukman Senanayake vom 10. April 2004 bis zum 17. November 2005 Minister (Minister of Environment and Natural Resources).
Im Anschluss wurde Fowzie in der Regierung von Staatspräsident Mahinda Rajapaksa am 23. November 2005 Minister für Eisenbahnen und Transport (Minister of Railways and Transport) und bekleidete dieses Amt bis zum 12. Januar 2015. Zugleich fungierte er vom 23. November 2005 bis zum 23. April 2010 als Minister für Erdöl und Erdölressourcenentwicklung (Minister of Petroleum and Petroleum Resources Development), zwischen dem 23. April und dem 22. November 2010 als Minister für Katastrophenmanagement (Minister of Disaster Management) sowie zuletzt vom 22. November 2010 bis zum 12. Januar 2015 als Leitender Minister für städtische Angelegenheiten (Leitender Minister für städtische Angelegenheiten).
Im ersten Kabinett von Staatspräsident Maithripala Sirisena bekleidete er vom 22. März bis zum 17. August 2015 erneut den Posten als Minister für Katastrophenmanagement. Im zweiten Kabinett von Maithripala Sirisena war er zwischen dem 9. September 2015 und dem 11. Mai 2018 zunächst Staatsminister für nationale Integration und Aussöhnung sowie im Anschluss vom 11. Mai bis zum 26. Oktober 2018 Staatsminister für nationale Einheit und Koexistenz (State Minister of National Unity and Co-existence). Im dritten Kabinett von Staatspräsident Maithripala Sirisena übernahm er anschließend zwischen dem 3. November und dem 15. Dezember 2018 das Amt als Staatsminister für nationale Einheit, Koexistenz und muslimische religiöse Angelegenheiten (State Minister of National Unity, Co-existence and Muslim Religious Affairs).